# 南海镇
南海镇，是中华人民共和国湖北省荆州市松滋市下辖的一个乡镇级行政单位。

## 行政区划
南海镇下辖以下地区：
磨盘州社区、横岭村、张家坪村、牛食坡村、金鸡寺村、百溪桥村、史家冲村、夹巷村、祈福垸村、厍家咀村、裴家场村、文家铺村、五朝门村、拉家渡村、麻城当村、严兴场村、黄泥滩村、南海闸村、三垸村、赵家垸村、剑锋村和断山口村。